# Adenia zambesiensis
Adenia zambesiensis är en passionsblomsväxtart som beskrevs av R. Fernandes och A. Fernandes. Adenia zambesiensis ingår i släktet Adenia och familjen passionsblomsväxter. Inga underarter finns listade i Catalogue of Life.